# Валя (Молдова)
Валя (рум. Valea) — село в Сорокском районе Молдавии. Наряду с сёлами Кременчуг, Ливезь и Собар входит в состав коммуны Кременчуг.

## Этимология
«Валя» по-молдавски означает «долина».

## География
Село расположено на высоте 158 метров над уровнем моря.

## Население
По данным переписи населения 2004 года, в селе Валя проживает 14 человек (6 мужчин, 8 женщин).
Этнический состав села:
| Национальность | Число жителей | Процентный состав |
| -------------- | ------------- | ----------------- |
| молдаване      | 14            | 100,0             |
| Всего          | 14            | 100 %             |